# Ramularia didymarioides
Ramularia didymarioides är en svampart som beskrevs av Briosi & Sacc. 1892. Ramularia didymarioides ingår i släktet Ramularia och familjen Mycosphaerellaceae.   Inga underarter finns listade i Catalogue of Life.